# Stuttgarter Ballett

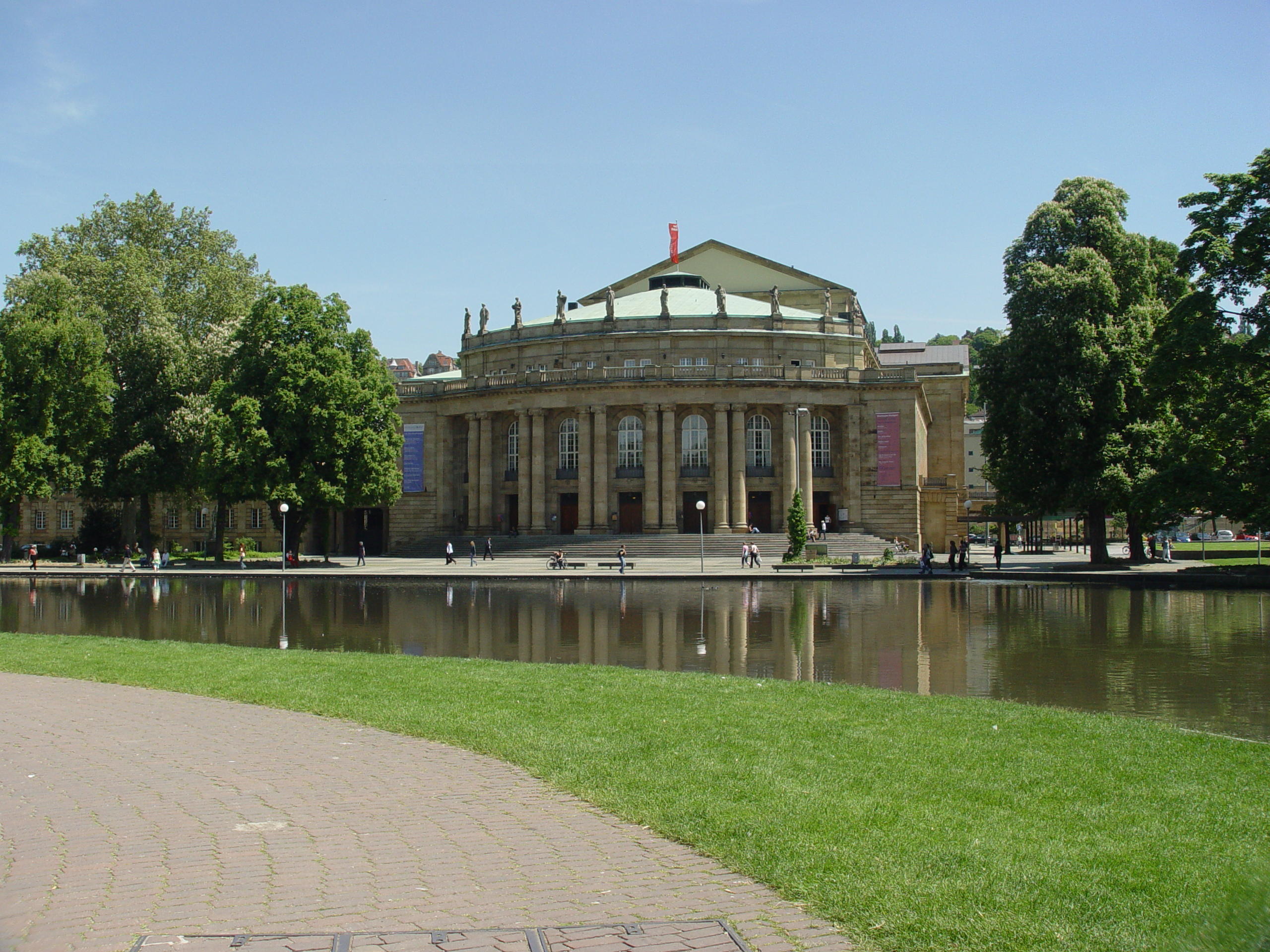
Staatstheater Stuttgart, Opernhaus im Schlossgarten

Das Stuttgarter Ballett zählt seit Beginn der 1960er Jahre zu den weltweit führenden Ballettensembles. Dieses Renommee begründete 1961 der Ballettdirektor John Cranko mit bekannten Choreografien und seinem Ensemble. Nach Crankos Tod im Jahr 1973 übernahm zunächst Glen Tetley von 1974 bis 1976 die Leitung. Als weitere Intendanten der Stuttgarter Compagnie folgten Marcia Haydée (1976–1996), Reid Anderson (1996–2018) und seit 2018 Tamas Detrich.

## Geschichte
Die Ballett-Tradition in Stuttgart lässt sich bis auf das Jahr 1609 am Württembergischen Hof zurückverfolgen: Choreografen und Direktoren wie Jean Georges Noverre (1759–1766), Filippo Taglioni (1824–1828), August Brühl (1891) und Oskar Schlemmer (1916–1922) schufen für die "Stuttgarter Compagnie" eigene Werke und bauten eine kleine Truppe auf.
1957
Nicholas Beriozoff, ehemaliger Tänzer der Ballet Russes de Monte Carlo, wurde 1957 zum Ballettdirektor ernannt. Er vergrößerte die Compagnie und schuf eine solide Basis mit Produktionen aus dem klassischen Repertoire, indem er abendfüllende Klassiker wie Dornröschen, Schwanensee und den Nussknacker neu inszenierte.
1961
Im Januar 1961 ernannte Walter Erich Schäfer, der Generalintendant der Württembergischen Staatstheater, John Cranko zum Ballettdirektor des Balletts der Württembergischen Staatstheater. Mit John Cranko begann in Stuttgart die Blütezeit des Balletts. Am Anfang schuf Cranko kleine Choreografien und sammelte eine Gruppe von Tänzern um sich, allen voran die junge brasilianische Tänzerin Marcia Haydée, die seine Muse wurde und für die er seine bedeutendsten Stücke kreierte, sowie Egon Madsen, Richard Cragun, Birgit Keil, Susanne Hanke und Ray Barra.
Dezember 1962
Mit der Uraufführung von Crankos Romeo und Julia in Stuttgart eroberten John Cranko und seine Compagnie das Stuttgarter Publikum im Sturm. Von Kritikern und vom Publikum gefeiert, läutete diese Produktion die große Ära des Stuttgarter Balletts ein. Es folgten kleine choreografische Arbeiten wie unter anderem Jeu de Cartes, Opus 1 und Initialen R.B.M.E. sowie die Handlungsballette Der Widerspenstigen Zähmung, Onegin und Carmen. Er lud auch George Balanchine, Kenneth MacMillan und Peter Wright ein, Ballette für seine Compagnie zu choreografieren und aufzuführen. Mit zunehmendem Ruhm begann das Stuttgarter Ballett Tourneen in der ganzen Welt durchzuführen.
1969
Während des ersten Gastspiels der Compagnie in New York mit John Crankos Onegin begannen Kritiker, allen voran Clive Barnes, renommierter Kritiker der New York Times, vom „Stuttgarter Ballettwunder“ zu sprechen. Aus der bis dahin kaum bekannten Ballettcompagnie der Württembergischen Staatstheater wurde "the Stuttgart Ballet". Weitere Tourneen, wie zum Beispiel nach Israel, Frankreich und in die Sowjetunion, sicherten den Weltruhm der Truppe und ihres Choreografen und Direktors. Außerdem ermutigte Cranko seine Tänzer, selbst zu choreografieren und setzte sich für die Stuttgarter Noverre-Gesellschaft ein, die auch heute noch junge Choreografen unterstützt. Die Liste der Choreografen, die ihre ersten Ballette in Stuttgart schufen, und fast alle Mitglieder der Compagnie waren, beinhaltet unter anderem Jiří Kylián, John Neumeier, William Forsythe, Uwe Scholz, Renato Zanella und Christian Spuck. Ein weiterer Schritt zur Förderung des Ballett-Nachwuchses durch Cranko war 1971 die Gründung der John Cranko Schule.
1973
Zwölf Jahre nach seiner Ankunft in Stuttgart starb John Cranko am 26. Juni 1973 unerwartet auf dem Rückflug einer USA-Tournee. Die Compagnie versammelte sich und beschloss, das Lebenswerk ihres Mentors zu erhalten und weiterzuführen.
1974
Der amerikanische Choreograph Glen Tetley, den John Cranko kurz vor seinem Tod als Hauschoreograph ans Stuttgarter Ballett eingeladen hatte, übernahm die Compagnie als Ballettdirektor. Stilistisch dem modernen Tanz verpflichtet, hatte Tetley in seiner verhältnismäßig kurzen Amtszeit einen großen und wichtigen Einfluss auf die Geschichte des Stuttgarter Balletts: Ihm gelang es mit Werken wie Voluntaries (1973), Sacre du Printemps (1974) oder Daphnis and Chloe (1975) die Tänzer für eine gänzlich neue Bewegungssprache zu öffnen und ihnen eine aus dem zeitgenössischen Tanz kommende Ästhetik zu vermitteln.
1976
Nach Tetleys Rücktritt 1976 übernahm Marcia Haydée die künstlerische Leitung des Stuttgarter Balletts. Unter Haydée wuchs das Repertoire des Stuttgarter Balletts erheblich. Choreografen wie Maurice Béjart und Hans van Manen sowie John Neumeier, Jiří Kylián, William Forsythe und Uwe Scholz schufen neue Werke für die Truppe. Darüber hinaus zog Marcia Haydée eine neue Generation von Tänzern auf und hob das technische Niveau der Truppe. Nach 35 Jahren Bühnenkarriere und 20 Jahren als Direktorin verabschiedete sich Marcia Haydée 1996 vom Stuttgarter Ballett.
1996
Reid Anderson, der 1969 von John Cranko engagiert wurde und bis 1987 als Erster Solist am Stuttgarter Ballett tanzte, übernahm 1996 die künstlerische Leitung der Compagnie. Von 1986 bis 1996 verfolgte Anderson eine Karriere als Ballettdirektor in Kanada. Als Anderson nach Stuttgart zurückkehrte, verjüngte er die Compagnie mit 21 jungen Tänzern, die dem Stuttgarter Ballett neue Energie verliehen. Unter Andersons Intendanz sind seither über 80 Uraufführungen entstanden, darunter 8 neue Handlungsballette. Die Compagnie unternimmt regelmäßig internationale Gastspiele.
2018
Tamas Detrich (* 1959 in New York), bis 2002 Kammertänzer des Stuttgarter Balletts, wurde zunächst ab 2002 Ballettmeister der Compagnie und ab 2009 stellvertretender Intendant.
2018 übernahm Detrich die Leitung.
2019–2021
Über 25 Jahre lang war James Tuggle Musikdirektor und Dirigent des Stuttgarter Balletts. 2020 wurde Mikhail Agrest musikalischer Direktor des Stuttgarter Balletts. 2021 wurde er – offenbar nach einer künstlerischen Meinungsverschiedenheit mit Reid Anderson – fristlos gekündigt. Das Stuttgarter Ballett nannte als Grund der Trennung von Agrest, dass zwischen seiner Arbeitsweise und der Choreographie des Hauses unüberbrückbare Gegensätze bestünden. Agrest erhob dagegen vor dem Bühnenschiedsgericht erfolgreich Kündigungsschutzklage. Die Ballettkompanie zeigte sich versöhnlich und verzichtete auf Rechtsmittel.

## Hofballettmeister und Ballettdirektoren in Stuttgart im 20. Jahrhundert
- bis 1922 Fritz Scharf
- 1922–1924 Albert Burger
- 1924–1927 Edith Walcher
- 1927–1939 Lina Gerzer
- 1939 Gertrud Pichl
- 1940–1944 Mascha Lidolt
- 1946–1948 Bernhard Wosien
- 1948–1950 Osvalds Lemanis
- 1950–1957 Robert Mayer
- 1957–1960 Nicholas Beriozoff
- 1961–1973 John Cranko
- 1973 Anne Woolliams und Dieter Gräfe (kommissarische Leitung nach Crankos Tod)
- 1974–1976 Glen Tetley
- 1976–1996 Marcia Haydée
- 1996–2018 Reid Anderson
- seit 2018 Tamas Detrich

## Namhafte Tänzer
- Rocío Alemán
- Alicia Amatriain
- Reid Anderson
- Elisa Badenes
- Ray Barra
- Bridget Breiner
- Heinz Clauss
- Richard Cragun
- William Forsythe
- Marcia Haydée
- Kang Hyo-jung
- Kang Sue-jin
- Birgit Keil
- Jiří Kylián
- Egon Madsen
- John Neumeier
- Sonia Santiago
- Uwe Scholz
- Christian Spuck
- Friedemann Vogel
- Demis Volpi
- Jörg Weinöhl
- Renato Zanella

## Preise und Auszeichnungen
- 1981: Laurence Olivier Award for Outstanding Achievement in Dance
- 1989: Deutscher Tanzpreis für Márcia Haydée
- 2006: Dto. für Reid Anderson
  - Deutscher Tanzpreis Zukunft für Christian Spuck (Hauschoreograph), Alicia Amatriain (Erste Solistin) und Jason Reilly (Erster Solist)
- 2009: Verdienstorden des Landes Baden-Württemberg für Reid Anderson
  - Deutscher Tanzpreis Zukunft für Marijn Rademaker (Erster Solist)
- 2010: Deutscher Tanzpreis für Georgette Tsinguirides (Choreologin und Ballettmeisterin)
- 2011: Kompanie des Jahres, Auszeichnung der Kritikerumfrage des TANZ Jahrbuch 2011
  - Deutscher Tanzpreis Zukunft für Daniel Camargo (Erster Solist)[11]
- 2013: Tänzer des Jahres, Auszeichnung der Kritikerumfrage des TANZ Jahrbuch 2013 für alle Stuttgarter Ersten Solisten
  - Europäischer Preis für Ballett und Choreographie der Europäischen Kulturstiftung Pro Europa
- 2014: Deutscher Tanzpreis Zukunft für Demis Volpi (Hauschoreograph)
- 2015: Deutscher Tanzpreis Zukunft für Elisa Badenes (Erste Solistin)
  - Choreograph des Jahres: Auszeichnung der Kritikerumfrage des TANZ Jahrbuch 2015 für Marco Goecke (Hauschoreograph)
  - Deutscher Theaterpreis Der Faust in der Kategorie Darstellerin Tanz für Alicia Amatriain (Erste Solistin)
- 2016: Prix Benois de la Danse und Tanzpreis Premio Benois-Massine Mosca-Positano für Alicia Amatriain (Kammertänzerin und Erste Solistin)[12]
- 2020: Deutscher Tanzpreis für Friedemann Vogel als herausragender Interpret (Kammertänzer und Erster Solist)
- 2024: Kompanie des Jahres, Zeitschrift tanz[13]

## Diverses
Ende Februar 2021 inszenierte der Multimedia-Künstler Florian Mehnert auch mit Mitgliedern des Stuttgarter Balletts seine Performance Social Distance Stacks (sinngemäß "Abstands-Massen") – eine Auseinandersetzung mit dem Thema "Abstand halten!" bzw. "Social Distancing" zum Management der Corona-Pandemie: Die Tänzerinnen und Tänzer wurden in großen transparenten PVC-Kugeln in bestimmten Kostümen und Posen wie eingefroren arrangiert.